# 柳田幸三
柳田 幸三（やなぎだ こうぞう、1945年- ）は、日本の元裁判官、弁護士（第一東京弁護士会、二重橋法律事務所）。群馬県出身。

## 人物
東京大学法学部卒業。裁判官に任官後、約15年間主に民事裁判を担当した後、法務省に約10年間出向、民事局第四課長（現在の商事課長）、法務大臣官房参事官、法務大臣官房審議官（民事局担当）を歴任し、裁判所に復帰後は長野地方裁判所長、大阪高等裁判所部総括判事、東京高等裁判所部総括判事などを歴任した。法務省出向時に、平成8年の民事訴訟法改正の主任参事官を務めたほか、商法、倒産法等の民事基本法の改正作業に関与し、また、商業・法人登記、供託等に関する行政事務を所管した。1998年には民事訴訟法学者の竹下守夫一橋大学名誉教授が部会長を務めるカンボジア法整備支援民事訴訟法作業部会の委員に就任。現在もカンボジアの法整備支援に尽くしている。なお、1999年にはのちに法務省商事課長を務めた坂本三郎も委員に加わている。

## 経歴
- 1970年 東京大学法学部卒業、最高裁判所司法研修所入所
- 1972年～ 司法修習終了、大阪地方裁判所判事補に任官。最高裁判所事務総局民事局付、東京地方裁判所判事等を歴任
- 1987年～ 法務省へ出向、法務省民事局第四課長（現商事課長）、法務大臣官房参事官、法務大臣官房審議官（民事局担当）を歴任
- 1987年～1996年 司法試験第二次試験考査委員
- 1987年～1997年 司法書士試験委員
- 1997年～ 東京高等裁判所判事、東京地方裁判所判事（部総括）、横浜地方裁判所判事（部総括）を歴任
- 1998年 カンボジア法整備支援民事訴訟法作業部会委員
- 2002年 長野地方裁判所長
- 2004年 大阪高等裁判所判事（民事部部総括）
- 2006年 東京高等裁判所判事（民事部部総括）
- 2010年 上記を退官
- 2014年 弁護士登録（第一東京弁護士会）、二重橋法律事務所オブカウンセル
- 2016年 春の叙勲で瑞宝重光章を受章。

## 著編書
- （稲葉威雄・宇佐見隆男・筧康生・永井紀昭・吉戒修一との共編）『新訂版 実務相談 株式会社法』（1-5巻、商事法務研究会　1992年-1993年）
- （塚原朋一・園尾隆司・加藤新太郎との共編）『新民事訴訟法の理論と実務』（上下巻、ぎょうせい　1997年）
- （遠藤浩との共編）『供託先例判例百選』別冊ジュリスト158号（有斐閣　2001年）